# M32 (motorväg)
M32 är en motorväg i Storbritannien. Detta är en kortare motorväg som leder trafiken från motorvägen M4 in mot centrala Bristol. Den är 7,1 kilometer lång.